# しろときいろ〜ハワイと私のパンケーキ物語〜
『しろときいろ～ハワイと私のパンケーキ物語～』（しろときいろ ハワイとわたしのパンケーキものがたり）は、Amazon Prime Videoのオリジナルドラマである。川口春奈主演。エッグスンシングスの日本進出についての物語である。

## キャスト
- 川口春奈-澤野夏海役
- 横浜流星-光山涼介役
- 吉川愛-森野真奈役
- 織田梨沙-和田瑞穂役
- 薬丸翔-江崎拓馬役
- 中村アン-澤野紗江役
- 吉沢悠-高松幸助役
- マイコ-村瀬令子役
- 時任三郎-澤野健太役
- 財前直見-澤野輝美役

## スタッフ
- 総監督：本木克英
- 脚本総監修：岡田惠和
- 監督：前田弘二
- 脚本：谷口純一郎
- 主題歌：スピッツ「スターゲイザー」UNIVERSAL J
- プロデューサー：小池賢太郎
- 企画協力：EGGS’N THINGS HAWAII,INC
- 協力：EGGS’N THINGS JAPAN / JAL
- 後援：茅ヶ崎市
- 企画・製作プロダクション：ジョーカーフィルムズ

## DVD
- 「しろときいろ 〜ハワイと私のパンケーキ物語〜」DVD-BOX 2021年9月23日発売[1]
  - 発売元：ジョーカーフィルムズ
  - 販売元：株式会社ハピネット・メディアマーケティング